# Blizny czasu
Blizny czasu – studyjny album zespołu Stare Dobre Małżeństwo, wydany  8 marca 2018 r. Album jest drugim  w pełni autorskim krążkiem grupy - autorem wszystkich utworów, zarówno w warstwie tekstowej, jak i kompozytorem muzyki, jest Krzysztof Myszkowski lider i główny założyciel zespołu. Album składa się z dwóch płyt: płyty audio CD na której znajduje się siedemnaście premierowych utworów oraz płyty DVD, która zawiera obszerny wywiad z Krzysztofem Myszkowskim przeprowadzony przez Katarzynę Wiśniowską w jego ulubionych miejscach, do którego scenariusz napisała managerka zespołu – Karolina Dominiczak.

## Lista utworów
1. Akt strzelisty
2. Bal w Cisnej
3. Czkawka
4. Korektor rzeczywistości
5. Cywilizacja
6. Na przednówku
7. Błogosławieństwo płaczu
8. Stokówka
9. Blizny czasu
10. W służbie Układu
11. Bez nadziei na cud
12. Szanta z kanapy
13. Pionowy lot
14. Jezioro Lubie
15. Święto sprzeciwu
16. Istota przeznaczenia
17. Film mojego snu